# Ордервил (Јута)
Ордервил (енгл. Orderville) град је у америчкој савезној држави Јута.

## Демографија
По попису из 2010. године број становника је 577, што је 19 (-3,2%) становника мање него 2000. године.
| Група             | 2000.       | 2010.       |
| Белци             | 578 (97,0%) | 557 (96,5%) |
| Афроамериканци    | 0 (0,0%)    | 0 (0,0%)    |
| Азијати           | 0 (0,0%)    | 3 (0,5%)    |
| Хиспаноамериканци | 9 (1,5%)    | 14 (2,4%)   |
| Укупно            | 596         | 577         |